# Dickson Greeting
Dickson Greeting é um filme mudo estadunidense em curta-metragem, considerado um dos mais antigos da história do cinema. Dirigido pelo pioneiro William K.L. Dickson e produzido por este em parceria com William Heise, exibe um trecho de 3 segundos do próprio Dickson passando um chapéu em frente a si próprio, de uma mão para outra. Foi filmado em 20 de maio de 1891, no estúdio Black Maria, de Thomas Edison, em West Orange, Nova Jersey, em colaboração com Edison e utilizando seu Cinetoscópio. O filme foi exibido ao público na National Federation of Women's Clubs (Federação Nacional de Clubes de Mulheres), em uma das primeiras apresentações públicas de um filme.

## Situação atual
Fragmentos de cópias ainda existem na Biblioteca do Congresso dos Estados Unidos. Além disso o filme pode ser visto livremente na Internet pois, pelo ano de produção, encontra-se em Domínio Público.

## Elenco
- William K.L. Dickson ... ele mesmo

## Ligações Externas
- Dickson Greeting, Biblioteca do Congresso dos EUA (em Inglês)
- Dickson Greeting. no IMDb.